# Stephan Ugron
Stephan (István) von Ugron zu Ábránfalva (* 29. September 1862 in Mezőzáh (heute Zau de Câmpie), Königreich Ungarn; † 10. September 1948 in Klausenburg, Rumänien) war ein österreichisch-ungarischer Diplomat, 1911–1913 Gesandter in Serbien und 1917–1918 Gesandter im Generalgouvernement Warschau.

Stephan von Ugron zu Ábránfalva

## Leben

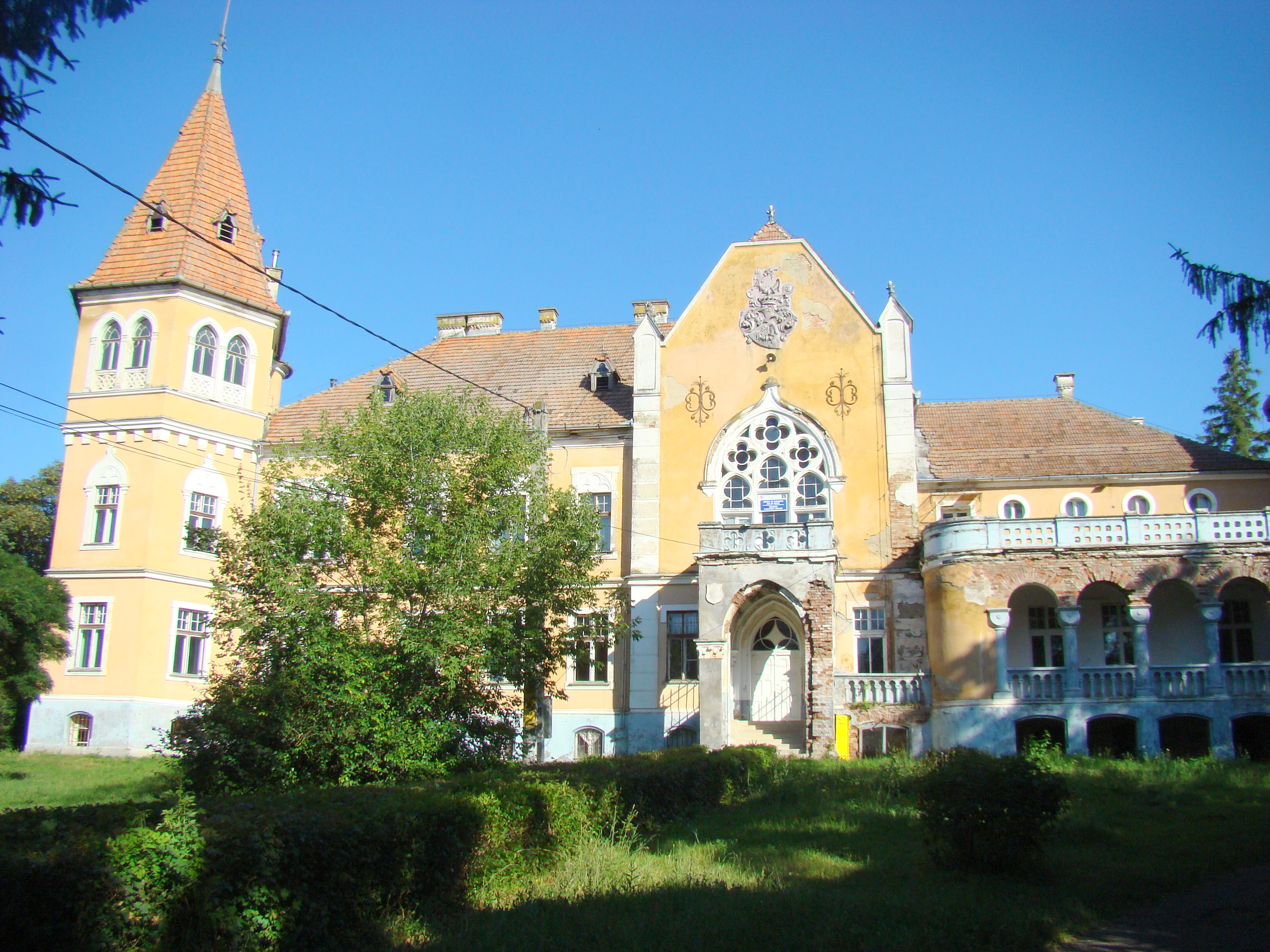
Ugrons Geburtshaus: Schloss Ugron in Zau de Câmpie

Ugron, Mitglied einer ungarischen Magnatenfamilie, trat nach Absolvierung der Orientalischen Akademie 1886 in den auswärtigen Dienst ein. 1889 bis 1891 diente er im Konsulat Smyrna, anschließend in Venedig, New York, Warschau und Kiew. 1896 bis 1900 war er erster Leiter der k.u.k. Konsulate in Tiflis, 1900 bis 1901 in Alexandria, 1902 bis 1909 in Warschau, sowie 1909 bis 1911 in Bukarest.
Außenminister Alois Lexa von Aehrenthal (1906–1912) verhalf einer neuen Generation von jungen Diplomaten, darunter den Freunden Ugron, Friedrich Szápáry, Alexander Hoyos und Leopold Andrian zu einflussreichen Posten. Diese Diplomaten-Generation sollte dann unter Leopold Berchtold auch eine entscheidende Rolle bei der Auslösung des Ersten Weltkriegs spielen.
Er war k. u. k. Kämmerer, Offizier des Franz-Joseph-Ordens, Ritter des Ordens der Eisernen Krone (3. Klasse).
1911 bis 1913 erhielt Ugron den wichtigen Posten als Gesandter in Belgrad. Vom Kaiser bekam er den ausdrücklichen Auftrag, die angespannten Beziehungen zu Serbien zu verbessern. In November 1911 berichtete er nach Wien von einer Verschwörung extremistischer serbischer Offiziere, die sich Schwarze Hand nannte. Im Februar 1912 warnte er vor einer möglichen Zusammenarbeit dieser Gruppe mit serbischen Behörden.
Nach Ausbruch des Krieges übernahm Ugron die Leitung des Polenreferats am Ballhausplatz, dem damaligen Sitz des Außenministeriums. Am 15. Jänner 1917 tauschten er und Andrian die Stellen, Ugron wurde Vertreter des k. u. k. Ministeriums des Äußern in Warschau, beim deutschen Generalgouverneur Hans von Beseler und der Regierung des Regentschaftskönigreichs Polen. Dort trat er als entschiedener Befürworter der Austro-Polnischen Lösung, der Eingliederung Russisch-Polens in die Habsburgermonarchie, auf. Andernfalls sei Galizien für Österreich verloren.
Nach dem Ende des Krieges ging er zurück in seine Heimat nach Siebenbürgen, das aber im Vertrag von Trianon von Ungarn an Rumänien fiel. 1923 bis 1926 Vorsitzender der Ungarischen Landespartei (Orszägos Magyar Part) in Rumänien, wurde Ugron 1930 auch Generalkurator der reformierten Kirche in Rumänien.